# Новодонецкий (Кашарский район)
Новодонецкий — хутор в Кашарском районе Ростовской области.
Входит в состав Кашарского сельского поселения.

## География

### Улицы
- ул. Ольховая,
- ул. Родниковая,
- ул. Финская.

## Население
| 2010 |
| ---- |
| 378  |